# NGC 7096
NGC 7096 est une galaxie spirale de grand style située dans la constellation de l'Indien. Sa vitesse par rapport au fond diffus cosmologique est de 2 819 ± 16 km/s, ce qui correspond à une distance de Hubble de 41,6 ± 2,9 Mpc (∼136 millions d'al). NGC 7096 a été découverte par l'astronome britannique John Herschel en 1836. Cette galaxie a aussi été observée par l'astronome américain Royal Harwood Frost le 19 septembre 1903 et elle a été inscrite à l'Index Catalogue sous la désignation IC 5121.	

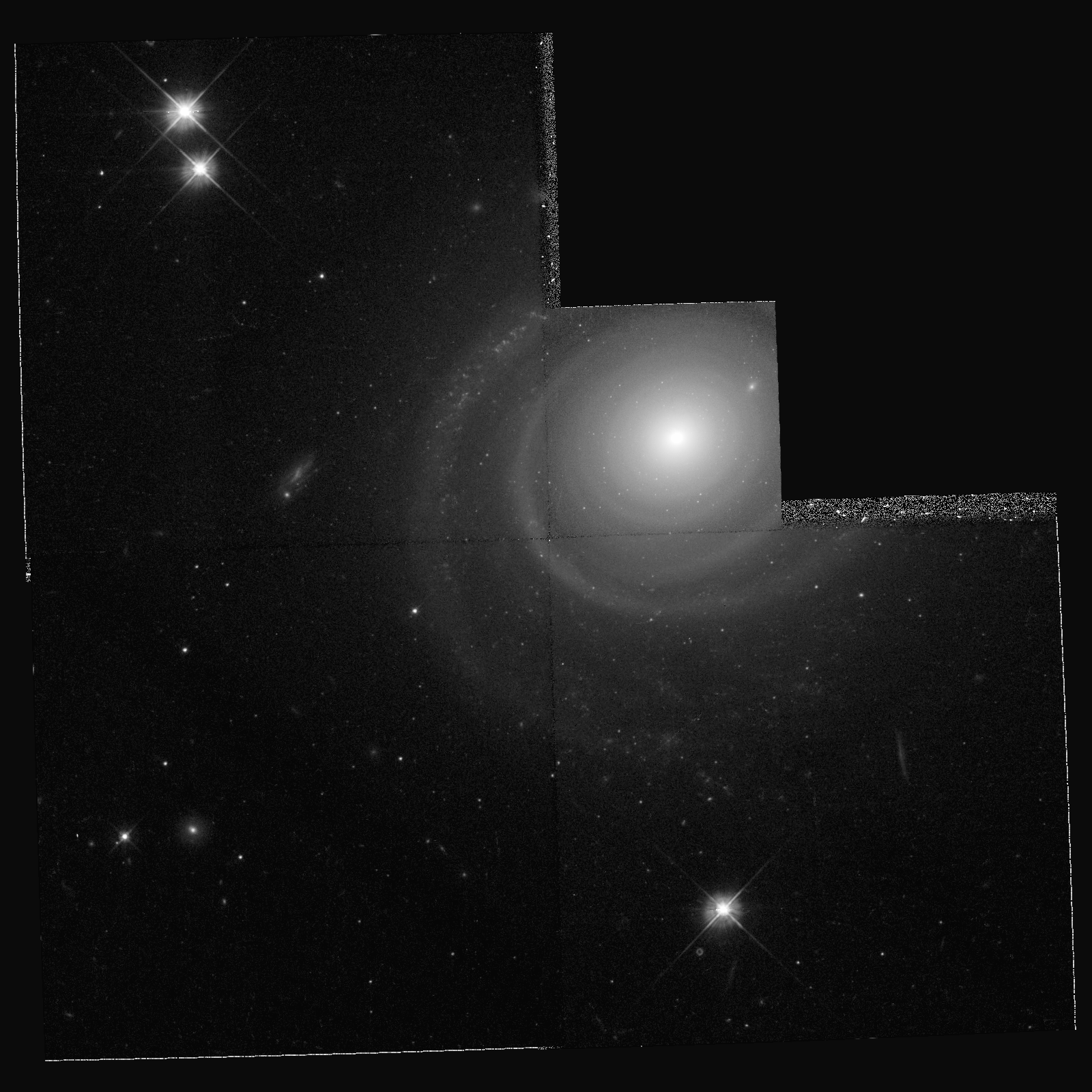
NGC 7096 par le télescope spatial Hubble.

La classe de luminosité de NGC 7096 est I. Selon la base de données Simbad, NGC 7096 est une galaxie active de type Seyfert 2.
À ce jour, deux mesures non basées sur le décalage vers le rouge (redshift) donnent une distance de 40,600 ± 5,515 Mpc (∼132 millions d'al), ce qui est à l'intérieur des valeurs de la distance de Hubble.